# Великий Бір (Червенський район)
Великий Бір (біл. вёска Вялікі Бор) — село в складі Червенського району Мінської області, Білорусь. Село підпорядковане Руднянській сільській раді, розташоване в центральній частині області.